# Giostra – Porečki povijesni festival
Giostra – Porečki povijesni festival je hrvatski povijesni festival koji se u Poreču.

## Povijest
Održava se svake godine od 2007. godine. Pokrenut je u organizaciji Studija 053 iz Poreča. Zbog velika zanimanja građana za sudjelovanjem u manifestaciji, osnovano je krajem 2008. godine Društvo prijatelja Giostre koje djeluje u sklopu Zavičajnog muzeja Poreštine. Osnovano je radi zaštite nematerijalne kulturne baštine i upotpunjavanja kulturno-turističke ponude u gradu Poreču, posebno kroz Giostru – Porečki povijesni festival. Od 2009. godine Društvo je suorganizator Giostre. Aktivnosti Društva i zamisli u stvaranju Festivala zasnovane su na izvornim povijesnim dokumentima koji se čuvaju u porečkom Muzeju kao i u brojnim domaćim i inozemnim arhivima, te na poznavanju novovjekovne povijesti grada. U nastupima oživljavaju život u doba baroka odjeveni u povijesne kostime, poštuju povijesni bonton i manire ponašanja, poznaju barokne plesove i glazbu, tradiciju i dr.
Traje nekoliko dana. Počinje mimohodom, a završava vatrometom. Jedina je manifestacija oživljene povijesti u Hrvatskoj kojoj je središte zanimanja razdoblje barok. Sudionici su kostimirani. Festival je međunarodni. Organizira ga Društvo prijatelja Giostre, Zavičajni muzej Poreštine i Studio 053 uz potporu Turističke zajednice Grada Poreča i Grada Poreča te sponzora i donatora. Na sve je programe ulaz besplatan. Sadrži više programa: plesni, glazbeni i zabavni, kazališne predstave, programi za djecu, radionice, tematsko oslikavanje lica, foto kutak, sajam antikviteta i starina, tradicionalni sajam Fiera franca triduana na kojem izlagači iz Istre i okolice nude široku paletu raznovrsnih, autohtonih i tradicionalnih proizvoda počevši od meda, maslinovog ulja, voća i marmelada, mesnih proizvoda do prirodne kozmetike i proizvoda od ljekovitog bilja, suvenira i predmeta za uspomenu, te središnji događaj – rekonstruirani viteški turnir prema zahtjevnim pravilima turnira kakav se u Poreču održavao 1745. godine. Natječe se 12 konjanika, većinom profesionalaca iz istarskih konjičkih klubova te nekoliko konjanika-amatera iz Društva prijatelja Giostre, koji se bore za par kremenjača. Publika je podijeljena u četiri kontrade, od kojih je svaka obilježena svojim imenom i bojom i bordi po tri konjanika. Festival je tematski i svake godine je druga tema, koju se prikazuje kroz pokazne radionice i demonstracije. Održavala se u rujnu, a od 2019. godine u lipnju.

## Vanjske poveznice
- Giostra